# 巴音戈壁组
巴音戈壁组是位于中国内蒙古巴丹吉林沙漠一带的下白垩世地层，1980年由张汉杰等命名。该地层以灰白、褐红、橘红色砂砾岩、灰黄色砂岩、灰黑色泥页岩为主，间夹灰岩、油页岩等。